# Вестергор, Курт
Курт Вестергор, в русских источниках часто ошибочно Вестергаард (дат.  Kurt Westergaard; 13 июля 1935, Дёструп, Дания — 14 июля 2021) — датский художник-карикатурист.
Оказался в фокусе широкого общественного внимания как автор карикатуры на пророка Мухаммеда, который изображён в тюрбане в виде бомбы. Эта карикатура вместе с другими была опубликована 30 сентября 2005 года в датской газете «Jyllands-Posten». Публикация этих карикатур вызвала протесты во всём исламском мире. Протесты сопровождались беспорядками и насилием, в которых погибло более 150 человек. За убийство Вестергора и остальных авторов карикатур было назначено вознаграждение в сумме 15 миллионов долларов. По мнению писателя Евгения Клюева, Вестергор «на данный момент самый, пожалуй, знаменитый датчанин».
В связи с угрозами убийства Вестергор и его жена с конца 2007 года находились под персональной защитой. Они были вынуждены постоянно менять своё место жительства. Вестергор выражал непонимание, почему его рисунки привели к такой чрезмерной реакции, которая таким драматическим образом повлияла на всю его дальнейшую жизнь.
В феврале 2008 года датская полиция сообщала об аресте трёх человек в городе Орхус, которые якобы планировали убийство Вестергора.
1 января 2010 года был арестован сомалиец, который с топором проник в дом Вестергора и угрожал его убить. Предположительно покушавшийся был связан с исламистскими террористическими организациями. Нападавший при задержании оказал вооружённое сопротивление полиции. Суд приговорил нападавшего к 9 годам тюрьмы и депортации в Сомали.
В ноябре 2010 года вышла автобиографическая книга Вестергора «Manden bag Stregen» (Человек за штрихом). Среди иллюстраций книги — получившая широкую известность карикатура на пророка Мухаммеда.
В сентябре 2011 года норвежская полиция задержала подозреваемого в подготовке покушения на Вестергора.